# Liga Jovem da UEFA de 2017-18
A Liga Jovem da UEFA de 2017-18 é a quinta edição da Liga jovem da UEFA, uma competição europeia de clubes organizada pela UEFA.
A partir desta época, o anterior vencedor da Liga Jovem da UEFA recebe automaticamente uma vaga no caminho dos campeões nacionais se houver uma vaga.
Barcelona foi o campeão, derrotando o Chelsea por 3–0 na final.

## Equipas
Um total de 64 equipas de 43 das 55 federações membro da UEFA participaram do torneio, com a Albânia, Letónia e Luxemburgo entrar pela primeira vez. Eles foram divididos em duas secções:
- As equipas jovens dos 32 clubes que se qualificaram para a Liga dos Campeões da UEFA de 2017-18 entraram para o Caminho da Liga dos Campeões da UEFA.[3] Se houvesse uma vaga (equipas jovens não entrarassem), ela seria preenchida por uma equipe definida pela UEFA.
- O campeão nacional de jovens das 32 associações do topo, de acordo com os seus coeficientes da UEFA de 2016, entraram para o Caminho dos Campeões Nacionais.[4][5] Se houvesse uma vaga (associações sem competição nacional de jovens, assim como campeões nacionais de jovens já incluídos no Caminho da Liga dos Campeões da UEFA), ela seria primeiramente preenchida pelos campeões em título se não se tivessem já qualificado e seguidamente pelo campeão nacional de jovens da próxima associação melhor classificada no coeficiente da UEFA.

| Posição | Associação             | Equipas | Equipas                                           |
| Posição | Associação             | Rota da Liga dos Campeões da UEFA | Rota dos Campeões Nacionais                       |
| --- | ---------------------- | --- | ------------------------------------------------- |
| 1 | Espanha                | - Real MadridPredefinição:Cref2 (2016–17 División de Honor Juvenil U18) - Barcelona - Atlético Madrid - Sevilla                                   |                                                   |
| 2 | Alemanha               | - Bayern Munich - RB Leipzig - Borussia DortmundPredefinição:Cref2 (2016–17 U19 Bundesliga)                                                       |                                                   |
| 3 | Inglaterra             | - ChelseaPredefinição:Cref2 (2016–17 Professional U18 Development League 1) - Tottenham Hotspur - Manchester City - Manchester United - Liverpool |                                                   |
| 4 | Itália                 | - Juventus - Roma - Napoli | Internazionale (2016–17 Campionato Primavera U19) |
| 5 | Portugal               | - Benfica - Porto - Sporting CPPredefinição:Cref2 (2016–17 Campeonato Nacional Juniores S19)                                                      |                                                   |
| 6 | França                 | - Monaco - Paris Saint-Germain | Bordeaux (2016–17 Championnat National U19)       |
| 7 | Rússia                 | - Spartak Moscow - CSKA Moscow | Krasnodar (2016 U17 RFS Cup)                      |
| 8 | Ucrania                | Shakhtar Donetsk | Dynamo Kyiv (2016–17 Ukrainian U19 League)        |
| 9 | Belgica                | AnderlechtPredefinição:Cref2 (2016–17 Belgian U17 League)                                                                                         |                                                   |
| 10 | Holanda                | Feyenoord | Ajax (2016–17 U19 Eredivisie)                     |
| 11 | Turquia                | Beşiktaş | Bursaspor (2016–17 U19 Elit Ligi)                 |
| 12 | Suíça                  | BaselPredefinição:Cref2 (2016–17 Swiss U18 League)                                                                                                |                                                   |
| 13 | Czech Republic         | Sparta Prague (2016–17 Czech U19 League) |                                                   |
| 14 | Greece                 | OlympiacosPredefinição:Cref2 (2016–17 Superleague K17)                                                                                            |                                                   |
| 15 | Romania                | Dinamo București (2016–17 Liga Elitelor U19) |                                                   |
| 16 | Austria                | Red Bull SalzburgPredefinição:Cref2 (2016–17 U18 Jugendliga)                                                                                      |                                                   |
| 17 | Croatia                | Lokomotiva Zagreb (2016–17 1. HNL Juniori U19) |                                                   |
| 18 | Poland                 | Legia Warsaw (2016–17 Central Junior League U19)                                                                                                  |                                                   |
| 19 | Cyprus                 | APOELPredefinição:Cref2 (2016–17 Cypriot U18 League)                                                                                              |                                                   |
| 20 | Belarus                | Shakhtyor Soligorsk (2016–17 Belarusian U19 League)                                                                                               |                                                   |
| 21 | Sweden                 | Hammarby (2016 Swedish U17 League) |                                                   |
| 22 | Norway                 | Molde (2016 Norwegian U19 Cup) |                                                   |
| 23 | Israel                 | Maccabi Haifa (2016–17 Israeli U19 Premier League)                                                                                                |                                                   |
| 24 | Denmark                | Esbjerg (2016–17 U19 Ligaen) |                                                   |
| 25 | Scotland               | CelticPredefinição:Cref2 (2016–17 Scottish U17 League)                                                                                            |                                                   |
| 26 | Azerbaijan             | QarabağPredefinição:Cref2 (2016–17 Azerbaijani U19 League)                                                                                        |                                                   |
| 27 | Serbia                 | Brodarac (2016–17 Serbian U19 League) |                                                   |
| 28 | Kazakhstan             | Kairat (2016 Kazakhstani U18 League) |                                                   |
| 29 | Bulgaria               | Ludogorets Razgrad (2017 U18 BFU Cup) |                                                   |
| 30 | Slovenia               | MariborPredefinição:Cref2 (2016–17 Slovenian U17 League)                                                                                          |                                                   |
| 31 | Slovakia               | Nitra (2016–17 Slovak U19 League) |                                                   |
| 33 | Hungary                | Honvéd (2016–17 Hungarian U19 League) |                                                   |
| 34 | Moldova                | Zimbru Chișinău (2016–17 Divizia Națională U19)                                                                                                   |                                                   |
| 35 | Iceland                | Breiðablik (2016 Icelandic U19 League) |                                                   |
| 36 | Georgia                | Saburtalo Tbilisi (2016 Georgian U19 League) |                                                   |
| 37 | Finland                | KäPa (2016 U17 B-Junior League) |                                                   |
| 38 | Bosnia and Herzegovina | Željezničar (2016–17 Bosnia and Herzegovina U19 Junior League)                                                                                    |                                                   |
| 39 | Albania                | Vllaznia Shkodër (2016–17 Albanian U19 League) |                                                   |
| 40 | Macedonia              | Shkëndija (2016–17 Macedonian U19 League) |                                                   |
| 41 | Republic of Ireland    | UCD (2016 League of Ireland U19 Division) |                                                   |
| 42 | Latvia                 | Liepāja (2016 Latvian U18 League) |                                                   |
| 43 | Luxembourg             | F91 Dudelange (2016–17 Luxembourg U19 Junior Championship)                                                                                        |                                                   |
| 44 | Montenegro             | Sutjeska Nikšić (2016–17 Montenegrin U19 League)                                                                                                  |                                                   |
| Associations which did not enter a team (no teams can qualify for UEFA Champions League group stage, and association either not ranked high enough or no youth domestic competition) |                        | |                                                   |
| 32 | Liechtenstein          | No youth domestic competition |                                                   |
| 45 | Lithuania              | |                                                   |
| 46 | Northern Ireland       | |                                                   |
| 47 | Estonia                | |                                                   |
| 48 | Armenia                | |                                                   |
| 49 | Faroe Islands          | |                                                   |
| 50 | Malta                  | |                                                   |
| 51 | Wales                  | |                                                   |
| 52 | Gibraltar              | |                                                   |
| 53 | Andorra                | |                                                   |
| 54 | San Marino             | |                                                   |
| 55 | Kosovo                 | |                                                   |

## Jogadores
Os jogadores têm de ter nascido após 1 de janeiro de 1999 (inclusive), com um máximo de três jogadores por equipe nascidos entre 1 de janeiro de 1998 e 31 de dezembro de 1998 permitidos.

## Calendário
O calendário da competição é o seguinte (todos os sorteios são realizados na sede da UEFA em Nyon, na Suíça, a menos que indicado de outra forma).
| Fase                                                   | Rodada           | Data do sorteio               | Primeira mão                                      | Segunda mão                                       |
| ------------------------------------------------------ | ---------------- | ----------------------------- | ------------------------------------------------- | ------------------------------------------------- |
| Fase de grupos do Caminho da Liga dos Campeões da UEFA | Jornada 1        | 24 de agosto de 2017 (Mónaco) | 12 e 13 de setembro de 2017                       | 12 e 13 de setembro de 2017                       |
| Fase de grupos do Caminho da Liga dos Campeões da UEFA | Jornada 2        | 24 de agosto de 2017 (Mónaco) | 26 e 27 de setembro de 2017                       | 26 e 27 de setembro de 2017                       |
| Fase de grupos do Caminho da Liga dos Campeões da UEFA | Jornada 3        | 24 de agosto de 2017 (Mónaco) | 17 e 18 de outubro de 2017                        | 17 e 18 de outubro de 2017                        |
| Fase de grupos do Caminho da Liga dos Campeões da UEFA | Jornada 4        | 24 de agosto de 2017 (Mónaco) | 31 de outubro e 1 de novembro de 2017             | 31 de outubro e 1 de novembro de 2017             |
| Fase de grupos do Caminho da Liga dos Campeões da UEFA | Jornada 5        | 24 de agosto de 2017 (Mónaco) | 21 e 22 de novembro de 2017                       | 21 e 22 de novembro de 2017                       |
| Fase de grupos do Caminho da Liga dos Campeões da UEFA | Jornada 6        | 24 de agosto de 2017 (Mónaco) | 5 e 6 de dezembro de 2017                         | 5 e 6 de dezembro de 2017                         |
| Caminho dos Campeões Nacionais                         | Primeira ronda   | 29 de agosto de 2017          | 27 de setembro de 2017                            | 18 de outubro de 2017                             |
| Caminho dos Campeões Nacionais                         | Segunda ronda    | 29 de agosto de 2017          | 1 de novembro de 2017                             | 22 de novembro de 2017                            |
| Fase de eliminatórias                                  | Play-offs        | 11 de dezembro de 2017        | 6 e 7 de fevereiro de 2018                        | 6 e 7 de fevereiro de 2018                        |
| Fase de eliminatórias                                  | 16-avos-de-final | 9 de fevereiro de 2018        | 20 e 21 de fevereiro de 2018                      | 20 e 21 de fevereiro de 2018                      |
| Fase de eliminatórias                                  | Quartos-de-final | 9 de fevereiro de 2018        | 13 e 14 de março de 2018                          | 13 e 14 de março de 2018                          |
| Fase de eliminatórias                                  | Semi-finais      | 9 de fevereiro de 2018        | 20 de abril de 2018, no Estádio Colovray, em Nyon | 20 de abril de 2018, no Estádio Colovray, em Nyon |
| Fase de eliminatórias                                  | Final            | 9 de fevereiro de 2018        | 23 de abril de 2018, no Estádio Colovray, em Nyon | 23 de abril de 2018, no Estádio Colovray, em Nyon |

Notas
- Para a fase de grupos do Caminho da Liga dos Campeões da UEFA, em princípio as equipes jogam seus jogos nas terças e quartas-feiras como previsto para a UEFA Champions League, no mesmo dia que as correspondentes equipas seniores; no entanto, os jogos podem também ser jogados noutras datas, incluindo segundas-feiras e quintas-feiras.
- Para a primeira e segunda ronda do Caminho dos Campeões Nacionais, em princípio, os jogos são realizados às quartas-feiras (primeira ronda nas jornadas 2 e 3, a segunda ronda nas jornadas 4 e 5, como previsto para a UEFA Champions League); no entanto, os jogos podem também ser reproduzidos em outras datas, incluindo segundas-feiras, terças-feiras e quintas-feiras.
- Para os play-offs, 16-avos-de-final e quartos-de-final, em princípio, os jogos realizam-se às terças-feiras e quartas-feiras, conforme o programado; no entanto, os jogos podem também ser reproduzidos em outras datas, desde que sejam concluídos antes seguintes datas:
  - Play-offs: 8 de fevereiro de 2018
  - 16-avos-de-final: 28 de fevereiro 2018
  - Quartos-de-final: 16 de Março de 2018

## Caminho da Liga dos Campeões da UEFA
As jornadas são de 12 e 13 de setembro, 26 e 27 de setembro, 17 e 18 de outubro, 31 de outubro – 1 de novembro, 21 e 22 de novembro, e em 5-6 de dezembro de 2017.
| Critérios de desempate                |
| ------------------------------------- |
| 2017–18 UEFA Youth League group stage |